# Amphoe Khuan Don
Amphoe Khuan Don (thailändisch อำเภอ ควนโดน) ist ein Landkreis (Amphoe – Verwaltungs-Distrikt) in der  Provinz Satun. Die Provinz Satun liegt in der Südregion von Thailand an der Westküste der Malaiischen Halbinsel.

## Geographie
Benachbarte Landkreise und Gebiete sind (von Süden im Uhrzeigersinn): Die Amphoe Mueang Satun, Tha Phae und Khuan Kalong in der Provinz Satun, Amphoe Sadao der Provinz Songkhla sowie Perlis, einem Bundesstaat von Malaysia.
Der Landkreis liegt an der Grenze zu Malaysia; der Grenzübertritt ist von Wang Prachan (Satun, Thailand) nach Wang Kelian (Perlis, Malaysia) möglich. Hier liegt auch ein Teil des Nationalparks Thale Ban.
Die wichtigste Wasser-Ressource ist der Fluss Duson (Sungai Dusun in Bahasa Melayu, der ursprüngliche Name des Flusses). Der Bueng Thale Ban (บึงทะเลบัน) ist ein sumpfiges Seengebiet inmitten eines Tales, das zwischen den Chin- und Wang-Pra-Höhenzügen liegt, und hat eine Fläche von etwa 320 km².  Viele Arten von Süßwasserfischen und -muscheln werden hier gefangen. In den Chin-Höhenzügen liegt der Wasserfall Ton Plio, der ganzjährig Wasser führt und von der Straße 4184 aus zu erreichen ist.

## Geschichte
Der alte Name von Khuan Don war Duson (ดุสน), welches von dem malaiischen Dusun stammt, dem ursprünglichen Namen dieses Bezirks.
Khuan Don war zunächst ein Kleinbezirk (King Amphoe), der mit Amphoe Mueang Satun zusammengelegt wurde. Am 1. Februar 1977 trennte die Regierung die Tambon Khuan Don und Khuan Sato ab, um den Kleinbezirk erneut einzurichten. 
Am 1. Januar 1988 bekam Khuan Don den vollen Amphoe-Status.

## Verwaltung

### Provinzverwaltung
Amphoe Khuan Don ist in vier Unterbezirke (Tambon) eingeteilt, welche weiter in 30 Dorfgemeinschaften (Muban) unterteilt sind. 
| Nr. | Name         | Thai    | Muban | Einw.  |
| --- | ------------ | ------- | ----- | ------ |
| 1.  | Khuan Don    | ควนโดน  | 09    | 09.117 |
| 2.  | Khuan Sato   | ควนสตอ  | 10    | 08.249 |
| 3.  | Yan Sue      | ย่านซื่อ   | 07    | 04.836 |
| 4.  | Wang Prachan | วังประจัน | 04    | 02.703 |

### Lokalverwaltung
Khuan Don (เทศบาลตำบลควนโดน) ist eine Kleinstadt (Thesaban Tambon) im Landkreis, sie besteht aus Teilen der Tambon Khuan Don, Khuan Sato and Yan Sue.
Außerdem gibt es vier „Tambon-Verwaltungsorganisationen“ (TAO, องค์การบริหารส่วนตำบล) für die Tambon oder die Teile von Tambon im Landkreis, die zu keiner Stadt gehören.